# Corey Cogdell
Corey Cogdell (Palmer, 2 settembre 1986) è una tiratrice a volo statunitense, vincitrice di due medaglie di bronzo ai Giochi olimpici.

## Palmarès
- Olimpiadi

Pechino 2008: bronzo nel trap
Rio de Janeiro 2016: bronzo nel trap
- Giochi Panamericani

Rio de Janeiro 2007: bronzo nel trap